# Jacques Bazin de Bezons, marquis de Bezons

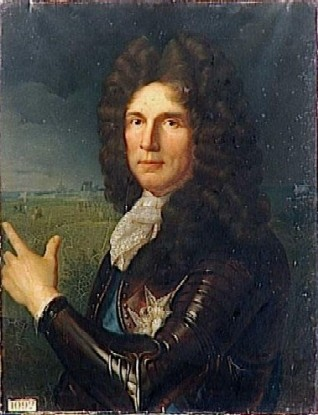
Jacques Bazin de Bezons

Wappen von Jacques Bazin de Bezons

Jacques Bazin de Bezons, marquis de Bezons (* 14. November 1646 in Paris; † 22. Mai 1733 ebenda) war ein Marschall von Frankreich und Gouverneur von Cambrai. Gleichzeitig war er Staatsrat und Intendant des Languedoc.

## Leben

### Herkunft und Familie
Er war der zweite Sohn von Claude Bazin de Bezons, Staatsrat und Bruder von Erzbischof Armand Bazin de Bezons.
Verheiratet war er mit Marie-Marguerite (Tochter von Antoine Le Menestrel († 1700)), seigneur de Hanguel, „Grand audiencier de France“ (Oberster Offizier der „Grande chancellerie de France“ – Großkanzlei des Königs und Sekretär des Königs, mit einem jährlichen Salär von 200.000 Livres).
Nachkommen:
1. Suzanne (* 23. Februar 1695, † 19. Juni 1726), verheiratet mit Jean Hector de Faÿ de La Tour-Maubourg
2. Marguerite Marie (* 2. November, 1696 † 22. März 1722), verheiratet mit  Jean-Claude de Lastic (vor 1690–1753), Marquis de Saint-Jal;
3. Jeanne Louise (* 3. September 1698, † Dezember 1723) – Ordensschwester im Konvent der Benediktinerinnen in Charonne;
4. Louis Gabriel (* 1. Januar 1700, † 22. Juli 1740), Marquis de Bezons, Mestre de camp im Régiment de Dauphin-Étranger cavalerie; Gouverneur von Stadt und Zitadelle Cambrai verheiratet mit Marie Anne Besnard de Maisons (1706–1740);
5. Armand Bazin de Bezons (* 30. März 1701 in Paris, † 11. Mai 1778 in Carcassonne), 63. Abbé der Abtei von Lagrasse (1721–1778), Bischof von Carcassonne  (1730–1778, geweiht 1731);
6. Catherine Scholastique (* 10. Februar 1706, † 29. Dezember 1779 in Thury-Harcourt), Vicomtesse de Mably, verheiratet mit Hubert François d'Aubusson, comte de La Feuillade (1707–1735)
7. Jacques Étienne (* 13. Dezember 1709, † 3. Februar 1742 in Paris), Capitaine im Régiment de Dauphin-Étranger cavalerie, dann Colonel im Régiment de Beaujolais Infanterie (1734), unverheiratet.

### Militärkarriere
- Devolutionskrieg

Hier diente Jacques Bazin de Bezons 1667 unter dem Befehl von Maréchal Friedrich von Schomberg.
- Im folgenden Jahr nahm er mit dem Marschall Louis d’Aubusson, duc de La Feuillade an der Expedition nach Kreta teil (Belagerung von Iraklio durch die Türken).
- Holländischer Krieg

Zum Capitaine der Kürassiere befördert, war er am Übergang über den Rhein beteiligt und wurde in der Schlacht bei Seneffe schwer verwundet. 1675 wurde er Mestre de camp im Régiment Royal-Navarre cavalerie, und 1688 zum Brigadier des armées du roi befördert.
- Pfälzischer Erbfolgekrieg

In dieser Funktion kommandierte er das Reservekorps in der Schlacht bei Steenkerke und in der Schlacht bei Neerwinden.
- Spanischer Erbfolgekrieg

1701 kämpfte er in Deutschland und in Italien in der Schlacht bei Chiari. Im Jahre 1702 wurde er zum Lieutenant-général ernannt. Er war an der Schlacht bei Luzzara und der Belagerung von Governolo beteiligt. Danach wurde ihm das Kommando von Mantua und die Armee südlich des Po übertragen.
1704 befehligte Jacques Bazin de Bezons die Belagerungen von Verceil und Ivrea. Im Jahre 1708 wurde er nach Spanien abkommandiert und war an der Einnahme von Tortosa beteiligt. 1709 erfolgte die Beförderung zum Maréchal de France. Im Jahre 1711 wurde ihm, gemeinsam mit dem Marschall Henry d'Harcourt das Kommando über die „Armée du Rhin“ (Rheinarmee) in Deutschland übertragen.
Nach dem Tod Ludwigs XIV. wurde er Mitglied im Rat der Régence.

## Auszeichnungen
- Militärischer und Hospitalischer Orden des Heiligen Lazarus von Jerusalem (1674)
- Großkreuz des Ordre royal et militaire de Saint-Louis (1704),
- Marschallstab eines Maréchal de France (1709),
- Blaues Band des Orden vom Heiligen Geist.
- Orden vom Goldenen Vlies (1710 durch  König Philipp V.)